# Чеслав Бялобжески
Проф.Чѐслав Бялобжѐски (на полски: Czesław Białobrzeski) е полски физик и астрофизик.
Член на Полската академия на науките и дългогодишен преподавател в Киевския, в Ягелонския и във Варшавския университет. Председател на Полското физично дружество (1934 – 1938 г.) и вицепредседател на IUPAP (1947 – 1951 г.)
Основните му интереси са в областта на термодинамиката, квантовата теория, астрофизиката, теория на относителността, спектрографията. През 1913 г. предлага идеята за лъчистото пренасяне на енергията в звездите.

## Биография
Роден е на 31 юли 1878 г. в руския град Пошехоне, където баща му работи като лекар. През 1896 г. завършва гимназия в Киев. В годините 1896 – 1901 следва физика в Киевския университет. В 1908 – 1910 г. специализира в Колеж дьо Франс, в Париж, под ръководството на Пол Ланжвен. След завръщането си в Киев преподава в катедра „Физика и геофизика“ на Киевския университет (1913 – 1919 г.). След възстановяването на полската държава се установява в Краков и чете лекции в Ягелонския университет (1919 – 1921 г.). От 1921 г. в продължение на три десетилетия преподава в катедра „Теоретична физика“ на Варшавския университет.
Умира на 12 януари 1953 г. от инфаркт.

## Трудове
- Mechanika – Вж. Wykłady fizyki teoretycznej na Uniwersytecie Warszawskim, Wydaw. Koła Matemat.-Fizyczn. S.UW, 1922, 681 с.
- Wykłady popularno-naukowe o teorii względności, Trzaska, Evert i Michalski, 1923, 102 с.
- La constitution interne et le rayonnement des étoiles, Société Générale d'Imprim. et d'Edition, 1928, 12 с.
- La Thermodynamique des étoiles – Вж. Mèmorial des sciences physiques, fase, Том 14, Gauthier-Villars et Cie, imprimeurs-libraires-éditeurs, 1931, 48 с.
- Mechanika kwantowa, Том 1 – Вж. Wydawnictwa Koła Matematyczno-Fizycznego Słuchaczów Uniwersytetu Warszawskiego, Том 24, nakł. Komisji Wydawniczej Koła Matematyczno-Fizycznego Słuchaczów Uniwersytetu Warszawskiego, 1932, 140 с.
- Idee przewodnie nowej fizyki, 1934, 15 с.
- Nauka ścisła o przyrodzie na tle ogólnych wartości kultury, nakł. Polskiej Akademji Umiejętności, 1935, 21 с.
- Życie i działalność Marji Skłodowskiej-Curie: odczyt, wygłoszony na Dorocznem Zabraniu Uroczystem T.N.W. dnia 25 listopada 1934 r, nakł. Towarzystwa Naukowego Warszawskiego, 1935, 20 с.
- La science et la culture, L'Institut Mianowski d'encouragement aux Travaux Scientifiques, 1937, 26 с.
- Podstawy poznawcze fizyki świata atomowego, Państwowe Wydawnictwo Naukowe, 1984, 389 с. ISBN 83-01-04906-5 (съст. Влоджимеж Зузга)